# Исландская хоккейная лига 2002/2003
В 2002—2003 годах прошел 12-й сезон Исландской хоккейной лиги.

## Регулярный сезон
|    | Клуб      | И  | В | Н | П | Голы  | Очки |
| -- | --------- | -- | - | - | - | ----- | ---- |
| 1. | Акюрейри  | 12 | 9 | 0 | 3 | 87:44 | 18   |
| 2. | Рейкьявик | 12 | 6 | 0 | 6 | 54:60 | 12   |
| 3. | Бьёрнин   | 12 | 3 | 0 | 9 | 54:91 | 6    |

И = Игры, В = Выигрыш, Н = Ничья, П = Поражение, ВО = Выигрыш в овертайме, ПО = Поражение в овертайме

## Финал
Матчи прошли 25, 27 февраля и 1 марта 2003:
- Акюрейри - Рейкьявик 3:0 (5:3, 6:5 булл, 11:7)

## Статистика и рекорды
- Был сыгран 21 матч, было забито 228 голов (10,86 за игру).
- Крупнейшая победа: (15.02.2003) «Акюрейри» - «Бьёрнин» 13-3
- Самый результативный матч: (21.09.2002) «Бьёрнин» - «Рейкьявик» 10-13
- Самый нерезультативные матчи: 3 матча, в которых забито по 4 гола
- Лучшие игроки (гол+пас): Сигурдур Свейнн Сигурдссон (Sigurdur Sveinn Sigurdsson, «Акюрейри») — 44 очка (14 голов и 30 пасов); Кеннет Корп (Kenneth Corp, США, «Акюрейри») — 42 очка (28 голов и 14 пасов)